# Витерби, Эндрю
Эндрю Джеймс Витерби (англ. Andrew James Viterbi, имя при рождении Андреа Джакомо Витерби (итал. Andrea Giacomo Viterbi); род. 9 марта 1935 года, Бергамо, Королевство Италия) — американский инженер и бизнесмен, сооснователь Qualcomm и разработчик алгоритма Витерби.

## Биография
Витерби родился 9 марта 1935 года в Бергамо, Италия и до переезда в США в 1939 году носил имя Андреа Джакомо Витерби. Его родители изменили его имя на английский манер, когда иммигрировали в США.
Витебри обучался в Бостонской латинской школе, после чего поступил в Массачусетский технологический институт в 1952 году. Он окончил MIT со степенью Бакалавра наук по электротехнике в 1957 году.
Работал в компании Raytheon, а после в Лаборатории реактивного движения в Пасадине. В 1963 году получил докторскую степень в Университете Южной Калифорнии. После получения степени он занял должность в Калифорнийском университете в Лос-Анджелесе (UCLA). Позднее он работал профессором в UCLA и Калифорнийском университете в Сан-Диего.

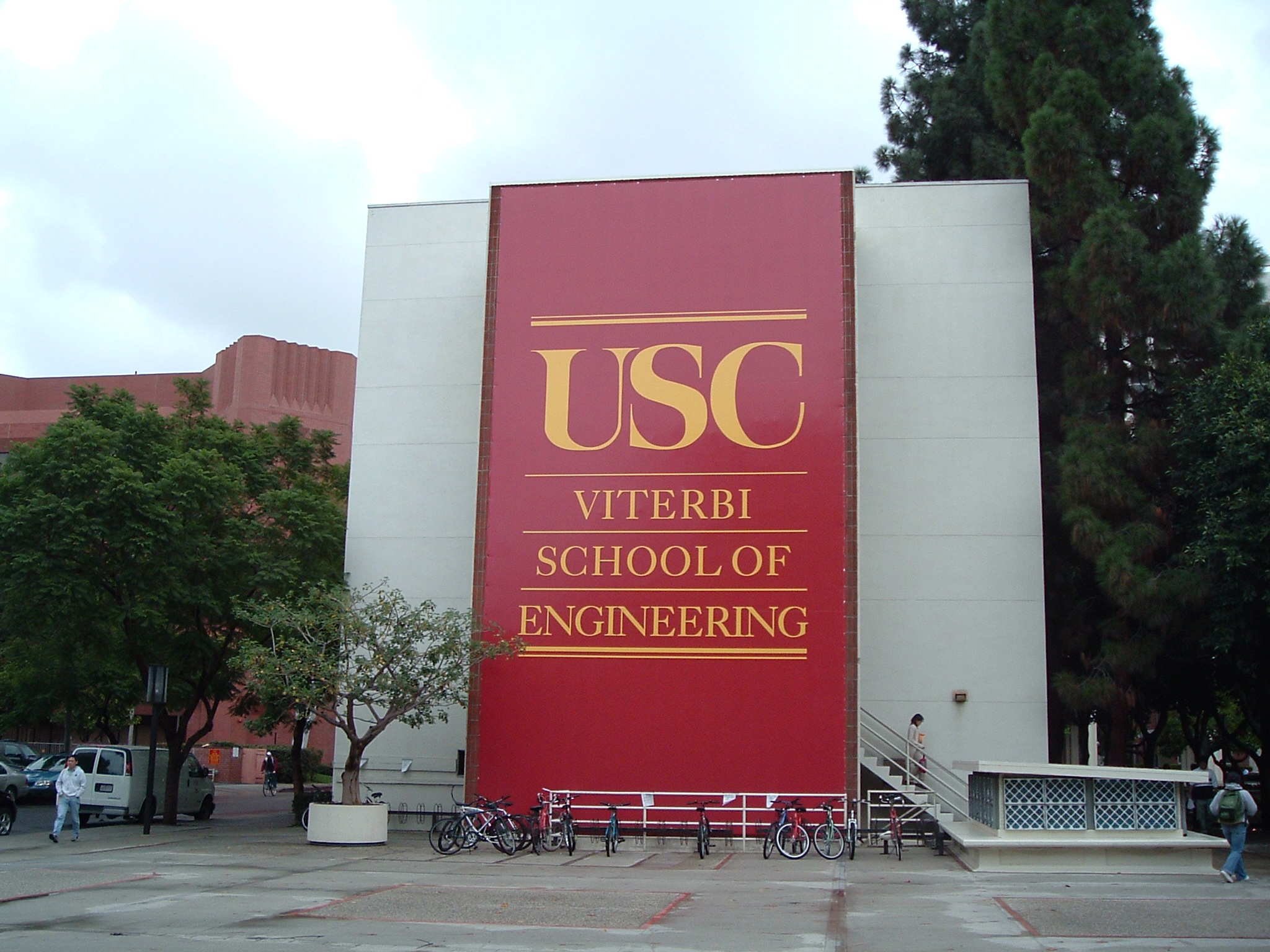

В 1967 году предложил использовать алгоритм Витерби для декодирования свёрточного кода, передаваемого по сетям с наличием шума. Алгоритм широко используется для прямой коррекции ошибок, а также для распознавания речи и других областях, где используются скрытые марковские модели. Витерби также принял участие в разработке стандарта CDMA.
В 2004 году после его пожертвования в 52 миллиона долларов Школа инженерии при Университете Южной Калифорнии была переименована в его честь.
Вместе с Ирвином Джейкобсом Витерби соосновал компанию Linkabit. В 1985 году, также вместе с Джейкобсом, он соосновал компанию Qualcomm.

## Награды
Витерби был награждён Медалью Бенджамина Франклина в 2005 году. В 2008 году Витерби получил Национальную научную медаль США за разработку алгоритма Витерби. В 2010 году он был награждён Медалью почёта IEEE, а в 2011 году получил медаль Джона Фрица.